# Orbiliomycetes
Orbiliomycetes es una clase de hongos ascomicetos que contiene un orden Orbiliales, una familia Obiliaceae y alrededor de 288 especies en 12 géneros. Los hongos de esta clase son depredadores de nematodos y otros gusanos, que han desarrollado una serie de mecanismos especializados para atraparlos. 

## Descripción
Los orbiliomicetos no tienen estromas, tejido estructural denso que produce cuerpos fructíferos. Tienen apotecios pequeños en forma de disco, que suelen ser convexos, de colores brillantes o translúcidos. Sus ascosporas son pequeñas (típicamente menos de 10 x 1 μm ), hialinas y tienen una forma ovalada o elipsoidal. Las especies se encuentran comúnmente en maderas en hábitats húmedos y secos.

## Nematofagia
Esta clase es conocida por sus numerosas especies nematófagas. Poco después de entrar en contacto con su presa, los micelios fúngicos penetran en el nematodo y se diferencian espontáneamente en estructuras funcionales, conocidas como trampas, que finalmente digerirán el contenido interno del nematodo por fagocitosis. Hay 5 tipos de mecanismos de trampa reconocidos en esta familia:
1. Red adhesiva: la trampa más común, formada por crecimientos hifales que recurren a sí mismos para formar bucles de captura de nematodos.
2. Botón adhesivo: una célula más o menos esférica, unida a las hifas, ya sea directamente o en un tallo erecto. Las perillas adhesivas están típicamente espaciadas a lo largo de una sección de hifas.
3. Anillos no restrictivos: siempre se encuentran con las trampas de la red adhesiva y se forman a partir de hifas más gruesas que se curvan y se fusionan con el tallo de soporte.
4. Columna adhesiva: una capa de células en una hifa con una superficie adhesiva.
5. Anillos de constricción: son anillos de hifas que se hinchan rápidamente hacia adentro al entrar en contacto con el nematodo, (en 1 a 2 segundos) "atando" a la víctima rápidamente.

## Géneros
La clase contiene los siguientes géneros descritos:
- Arthrobotrys
- Brachyphoris
- Dactylella
- Dactylellina
- Dicranidion
- Duddingtonia
- Dwayaangam
- Gamsylella
- Hyalorbilia
- Monacrosporium
- Orbilia
- Pseudorbilia